# Maurizio Mori
Maurizio Mori (Cremona, 11 maggio 1951) è un filosofo italiano.
È stato professore ordinario di Filosofia morale e bioetica all’Università di Torino ed è presidente della Consulta di Bioetica Onlus, un'associazione di volontariato culturale per la promozione della bioetica laica. L’etica e la bioetica con le varie problematiche connesse sono le tematiche al centro dei suoi interessi filosofici e teorici.

## Biografia
Mori ha studiato all’Università degli Studi di Milano, dove ha conseguito la laurea (con Andrea Bonomi e Claudio Pizzi) e il dottorato sotto la guida di Uberto Scarpelli e Mario Jori. Ha studiato due semestri all’Università di Helsinki con G.H. von Wright, e ha un M.A. in Philosophy dalla University of Arizona,  dove ha studiato con Joel Feinberg, Allen Buchanan e Jules Coleman. In Italia ha insegnato all’Università del Piemonte Orientale (Alessandria) e all’Università di Pisa, prima di essere chiamato a Torino.

## Temi di ricerca
Mori ha studiato i temi della metaetica e della logica dell’etica con le problematiche della teoria etica. Ha tradotto in italiano i Metodi dell’etica di Henry Sidgwick e Etica di W.K. Frankena. È stato tra i primi in Italia a occuparsi di bioetica, nella quale ha dato contributi in tutti i principali settori, con particolare attenzione all’aborto e alla fecondazione assistita. Sollecitato dai casi Welby e Englaro ha dato contributi anche sul fine-vita a difesa dell’autonomia individuale. Per primo ha teorizzato la contrapposizione paradigmatica tra bioetica laica e bioetica cattolica, derivante dal fatto che quest’ultima propone un’etica della sacralità della vita caratterizzata da divieti assoluti, mentre l’altra avanza un’etica della qualità della vita senza assoluti e soli divieti prima facie. Infine, sin dalla fine degli anni ’70 ha prestato grande attenzione al problema della liberazione animale.

## Riviste
Nel 1993 Mori ha fondato Bioetica. Rivista interdisciplinare (Ananke Lab, Torino), e da allora ne è il direttore. È membro di numerosi comitati, tra cui il comitato scientifico di Notizie di Politeia, di Iride del Journal of Medicine and Philosophy e altre.

## Pubblicazioni
- Manuale di bioetica. Verso una civiltà biomedica secolarizzata. Nuova edizione aggiornata, Le Lettere, Firenze, 2013.

- Introduzione alla bioetica. 12 temi per capire e discutere, Daniela Piazza Editore, Torino, 2015.

- Il caso Eluana Englaro. La “Porta Pia” del vitalismo ippocratico ovvero perché è moralmente giusto sospendere ogni intervento, Pendragon, Bologna, 2008.

- Aborto e morale. Per capire un nuovo diritto, Einaudi, Torino, 2008.

- La fecondazione artificiale. Una nuova forma di riproduzione umana, Laterza, Roma-Bari, 1995.

- La fecondazione artificiale: questioni morali nell'esperienza giuridica, Giuffrè, Milano, 1988.

- Utilitarismo e morale razionale. Per una teoria etica obiettivista, Giuffrè, Milano, 1986.

- (In collaborazione con Carlo Flamigni) La legge sulla procreazione medicalmente assistita. Paradigmi a confronto, Net, Milano, 2005.

- (con Carlo Flamigni), Le ragioni dei quattro sì, Milano, Editoriale Diario, 2005, SBN UBO2733017.

- (In collaborazione con Giovanni Fornero) Laici e cattolici in bioetica: storia e teoria di un confronto, Le Lettere, Firenze, 2012.

- (In collaborazione con Carlo Flamigni) La fecondazione assistita dopo 10 anni di legge 40. Meglio ricominciare da capo!, Ananke editore, Torino, 2014.

- (In collaborazione con Carlo Flamigni) Questa è la scienza, bellezze! La fecondazione assistita come novo modo di costruire le famiglie, Ananke Lab, Torino, 2016.

| Controllo di autorità | VIAF (EN) 61254532 · ISNI (EN) 0000 0001 2026 874X · SBN CFIV007437 · LCCN (EN) no2004040405 · GND (DE) 1204890757 · BNF (FR) cb12883362k (data) |